# Youhao (socken)
Youhao (kinesiska: 友好, 友好乡) är en socken i Kina. Den ligger i provinsen Heilongjiang, i den nordöstra delen av landet, omkring 330 kilometer norr om provinshuvudstaden Harbin.
Genomsnittlig årsnederbörd är 821 millimeter. Den regnigaste månaden är juli, med i genomsnitt 270 mm nederbörd, och den torraste är februari, med 8 mm nederbörd.